# Staphylococcaceae
Famille
Les Staphylococcaceae sont une famille de  cocci Gram positifs de l'ordre des Caryophanales (anciennement Bacillales). Son nom provient de Staphylococcus qui est le genre type de cette famille.

## Taxonomie
Cette famille est décrite en 2009 par K.H. Schleifer & J.A. Bell dans la deuxième édition du Bergey's Manual of Systematic Bacteriology. Elle est validée l'année suivante par une publication dans l'IJSEM.

## Liste de genres
Selon la LPSN (7 décembre 2022) :
- Abyssicoccus Jiang et al. 2016
- Aliicoccus Amoozegar et al. 2014
- Corticicoccus Li et al. 2017
- Gemella Berger 1960
- Jeotgalicoccus Yoon et al. 2003
- Macrococcus Kloos et al. 1998
- Mammaliicoccus Madhaiyan et al. 2020
- Nosocomiicoccus Morais et al. 2008
- Salinicoccus Ventosa et al. 1990
- Staphylococcus Rosenbach 1884 (nom. cons.) – genre type

Au sein de cette famille, le genre Auricoccus a été reclassé en Abyssicoccus.